# ناو دن آنتونیو د اویوآ
ناو دن آنتونیو د اویوآ (به انگلیسی: Spanish cruiser Don Antonio de Ulloa) یک کشتی بود که طول آن ۲۱۰ فوت ۰ اینچ (۶۴٫۰۱ متر) بود. این کشتی در سال ۱۸۸۷ ساخته شد.